# Core (Bibbia)
Core è un personaggio della Bibbia, avversario di Mosè e Aronne, di cui si raccontano le vicende nel Libro dei Numeri al capitolo XVI.

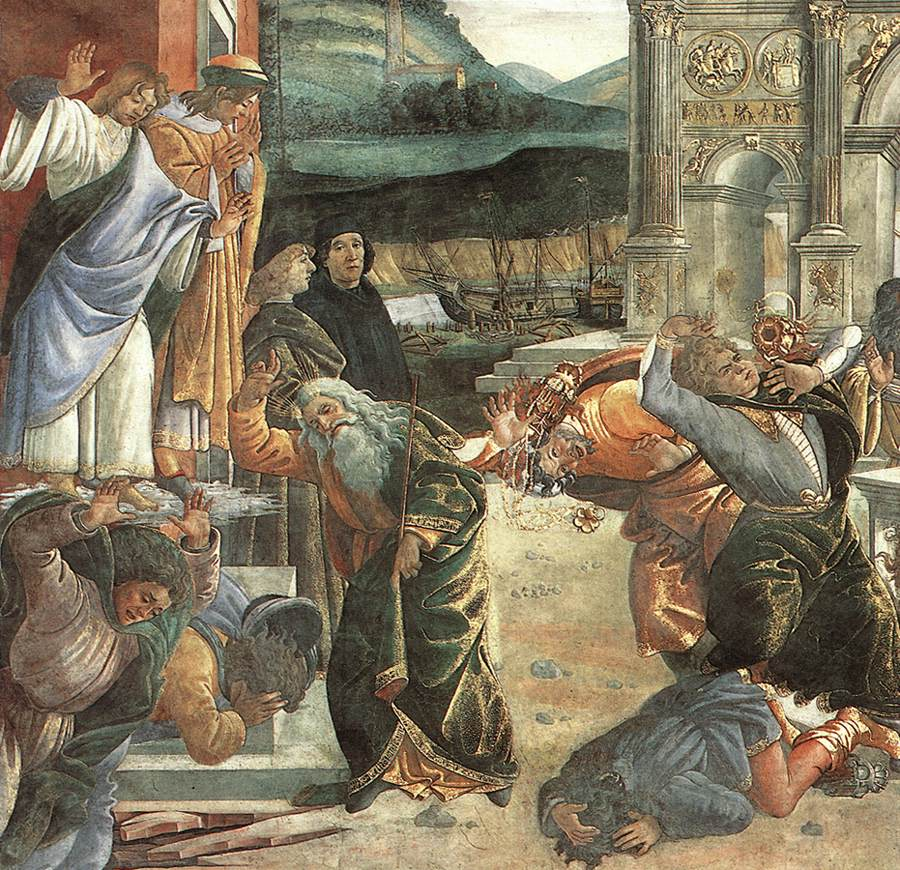
Punizione dei ribelli, Sandro Botticelli, 1481-1482

Core, della tribù dei Leviti, di Levi, e Dathan e Abiram, della tribù di Ruben, mal sopportavano le prerogative sacerdotali e teocratiche che facevano capo a Mosè e Aronne. Dopo aver raccolto duecentocinquanta israeliti insorsero contro i due capi affermando che "Tutta la comunità, tutti sono santi e il Signore è in mezzo a loro; perché dunque vi innalzate sopra l'assemblea del Signore?".

## La prova
Mosè ed Aronne accettarono la sfida. Core, i suoi seguaci ed Aronne avrebbero tutti offerto al Signore incensi e profumi, davanti alla comunità di Israele riunita. La gloria del Signore apparve alla comunità e il Signore disse a Mosè ed Aronne che l'avrebbe consumata all'istante. I due leader principali del popolo ebraico però implorarono il Signore di non punire l'intera comunità per la colpa di alcuni. Allora, dopo aver fatto allontanare la comunità dai 250 ribelli, Mosè invocò il giudizio del Signore e, ancora mentre parlava a Dio con questa preghiera, immediatamente Core, Datam, Abiram, le rispettive famiglie e chi a loro si era "attaccato" sprofondarono sottoterra e scesero vivi agli inferi, inoltre un fuoco celeste dal Cielo divorò i duecentocinquanta uomini che offrivano l'incenso.

## La punizione e il perdono
Nel capitolo XVII si narra il seguito della vicenda: con gli incensieri in bronzo dei ribelli venne rivestito l'altare del Signore e si stabilì che solo i discendenti di Aronne avrebbero potuto bruciare incenso in presenza del Signore. Il popolo però era rimasto turbato da quanto avvenuto ai ribelli il giorno prima e cominciò ad adunarsi contro Mosè ed Aronne. La nube del Signore cominciò ad oscurare la tenda del convegno, dove stavano Mosè ed Aronne, e il Signore disse che avrebbe consumato all'istante la comunità. Mosè allora disse ad Aronne di compiere il rito espiatorio per il popolo, per interrompere il flagello che già stava cominciando. Aronne corse con l'incensiere in mezzo al popolo, mise l'incenso nel braciere e fece il rito espiatorio, fermando così il flagello, che però aveva già causato la morte di 14700 persone - oltre a quelle morte per i fatti di Core, ponendosi [Aronne] ...tra i vivi ed i morti...

## Il miracolo del ramo di mandorlo di Aronne
"Poi, per riaffermare definitivamente l'autorità dei suoi profeti, Dio pensa anche ad un gesto incruento, ad un segno di speranza. I capi delle dodici tribù di Israele deporranno ognuno un bastone nella tenda dove Dio si manifesta;《l'uomo che io avrò scelto sarà quello il cui bastone fiorirà》.Il giorno dopo, il bastone di Aronne, della tribù di Levi, era fiorito, con germogli, fiori e mandorle."